# فرودگاه شهری دلتا
فرودگاه شهری دلتا (به انگلیسی: Delta Municipal Airport) یک فرودگاه همگانی بهره‌برداری هوایی با کد یاتا DTA است که یک باند فرود آسفالت دارد و طول باند آن ۱۸۰۹ متر است. این فرودگاه در کشور ایالات متحده آمریکا قرار دارد و در ارتفاع ۱۴۵۱ متری از سطح دریا واقع شده‌است.